# Carlos Solis
Carlos Solis er en fiktiv person i tv-serien Desperate Housewives. Han er gift med Gabby Solis (Gabrielle Solis) og har med hende to døtre, Juanita og Celia Solis. Carlos og Gabby flyttede til Wisteria Lane i 2003, året før serien begyndte. 
Carlos Solis bliver spillet af Ricardo Antonio Chavira. Carlos er født i Mexico, og er søn af Juanita og Diego Solis. Carlos er i en årrække blind, men får sit syn tilbage under en operation. 